# Júnior Béjar
Júnior Javier Béjar Roca (Los Morochucos, Cangallo, Ayacucho, 3 de noviembre de 1999) es un actor de cine y presentador peruano.

## Biografía
Júnior Béjar Roca nació en el distrito de Los Morochucos en la provincia de Cangallo al sur de la ciudad de Huamanga en 1999 como hijo mayor de Raúl Béjar Quicaño y Flor Roca Gómez. Tiene tres hermanos menores, Roy, Michael y Jhony. En sus primeros años vivió con sus abuelos, donde aprendió el quechua ayacuchano como primera lengua.
Fue a la primaria en Morochucos.
A los 15 años la familia se mudó a la ciudad de Huamanga, donde Júnior culminó la secundaria.
Cuando estaba en una clase de biología, los alumnos fueron invitados a presentarse para participar en una película proyectada por el director de cine Álvaro Delgado Aparicio, Retablo, y Júnior fue elegido para el rol del protagonista joven principal, Segundo. Aunque el director Delgado no sabía quechua, los actores – entre ellos, Magaly Solier y Amiel Cayo Coaquira – lo hablaban así como Júnior Béjar. Magaly Solier convenció a Álvaro Delgado que la película fuera rodada en quechua. Un intérprete informal, Wilker Hinostroza, y un traductor e intérprete oficial, Braulio Quispe, ayudaron a traducir los diálogos y, entre otras cosas, cambios hechos por los propios actores. La película Retablo se estrenó en el Festival de Cine de Lima en agosto de 2017 y ganó el premio a la «mejor película peruana». En el Festival Internacional de Cine de Berlín en 2018 la película obtuvo el Teddy Award.
En 2019, Unicef convocó a Júnior a ser vocero junto a Francisca Aronsson en La onda de mi Ccole, un juego escolar, y en el marco del aniversario de 30 años de la Convención sobre los Derechos del Niño. Ambos fueron nombrados embajadores nacionales de Unicef Perú.
En julio de 2020, participó en el programa del Ministerio de Educación, Aprendo en casa, en su edición de quinto grado de secundaria, desempeñándose como copresentador junto a Stephany Orúe. Ambos resultaron nominados a los premios Luces de El Comercio en la categoría «mejor conducción». En mayo de 2021, retorna a la estrategia Aprendo en casa para copresentar Kawsayninchik, junto a Yuri Pajuelo.

## Filmografía
- 2024: Mistura, como Juano
- 2020: Aprendo en casa, como presentador
- 2017: Retablo, como Segundo